# Zoropsis bilineata
Zoropsis bilineata là một loài nhện trong họ Zoropsidae.
Loài này thuộc chi Zoropsis. Zoropsis bilineata được miêu tả năm 1901 bởi Dahl.